# Lancia LC2
Der Lancia LC2 war ein zweisitziger Prototypen-Rennwagen, der ab der Saison 1983 von Lancia in Langstreckenrennen nach den von der FIA neu eingeführten Regeln der Gruppe C eingesetzt wurde.

## Entwicklungsgeschichte und Technik
Aus der Ausgangsbasis des LC1 entwickelte Lancia für die Saison 1983 den Lancia LC2. Das Fahrzeug wurde völlig überarbeitet. Jetzt ein echter Gruppe-C-Sportwagen, glich der LC2/83 268C seinem Vorgängermodell, war aber nun kein offenes, sondern ein geschlossenes Fahrzeug. Angetrieben wurde der LC2 zunächst von einem Achtzylinder-Biturbomotor mit 32 Ventilen und vier Nockenwellen von Ferrari. Technische Basis war das Triebwerk des Ferrari 308. Der Hubraum des Motors betrug anfänglich 2,6 Liter; im Jahre 1984 wurde er auf 3,0 Liter erweitert. Hierdurch stieg die Leistung von 700 auf 800 PS. Block und Zylinderköpfe des Motors bestanden aus Aluminium. Die Turbolader stammten von Hersteller KKK, die elektronische Einspritzanlage, die auch die Zündung kontrollierte, von Weber-Marelli.

## Renngeschichte
Der LC2 wurde von Lancia am 4. April 1983, beim ersten Rennen der neuen Saison, in Monza vorgestellt und errang mit Fahrer Piercarlo Ghinzani sogleich die Pole-Position. Im zweiten Rennen in Silverstone erreichte der LC2 von Riccardo Patrese die schnellste Rennrundenzeit. 1983 sah man Lancia auch erneut bei den 24 Stunden von Le Mans. Die italienische Scuderia Sivama Griffone und die französische Ecole Superieure de Tourisme Chardonnet setzen jeweils einen Lancia LC1/82 ein. Eigentlich die beiden Werkswagen aus dem Vorjahr, vom Werk in Italien nur leicht modifiziert. Beide Fahrzeuge erreichten zwar das Ziel, wurden aber mangels genügender Distanz nicht gewertet.
Beim Rennen in Le Mans scheiterten alle drei Fahrzeuge frühzeitig. Startnummer 4, gefahren von Teo Fabi, Michele Alboreto und Alessandro Nannini in Runde 27 mit einem Kupplungsschaden. Nummer 5, gefahren von Alboreto, Ghinzani und Heyer musste nach 127 gefahrenen Runden mit einem irreparablen Schaden an der Benzinzufuhr abgestellt werden. Etwas länger fuhr die Nummer 6, Barilla, Nannini und Andruet, hier kam das Aus nach 137 Runden durch Motorschaden. Die Autos waren zwar schön und auch schnell, aber nicht perfekt vorbereitet. Der Ferrari-Motor brauchte zu viel Sprit, war zu schwer und zu anfällig für Vibrationen. Es war absehbar, dass er die Tortur der 24 Stunden, mit fast 80 % Volllast auf dieser Hochgeschwindigkeitsstrecke, niemals durchhalten würde. Lancia platzierte sich am Ende der Saison 1983 insgesamt an zweiter Stelle der Wertung, 32 Punkte hinter Porsche.

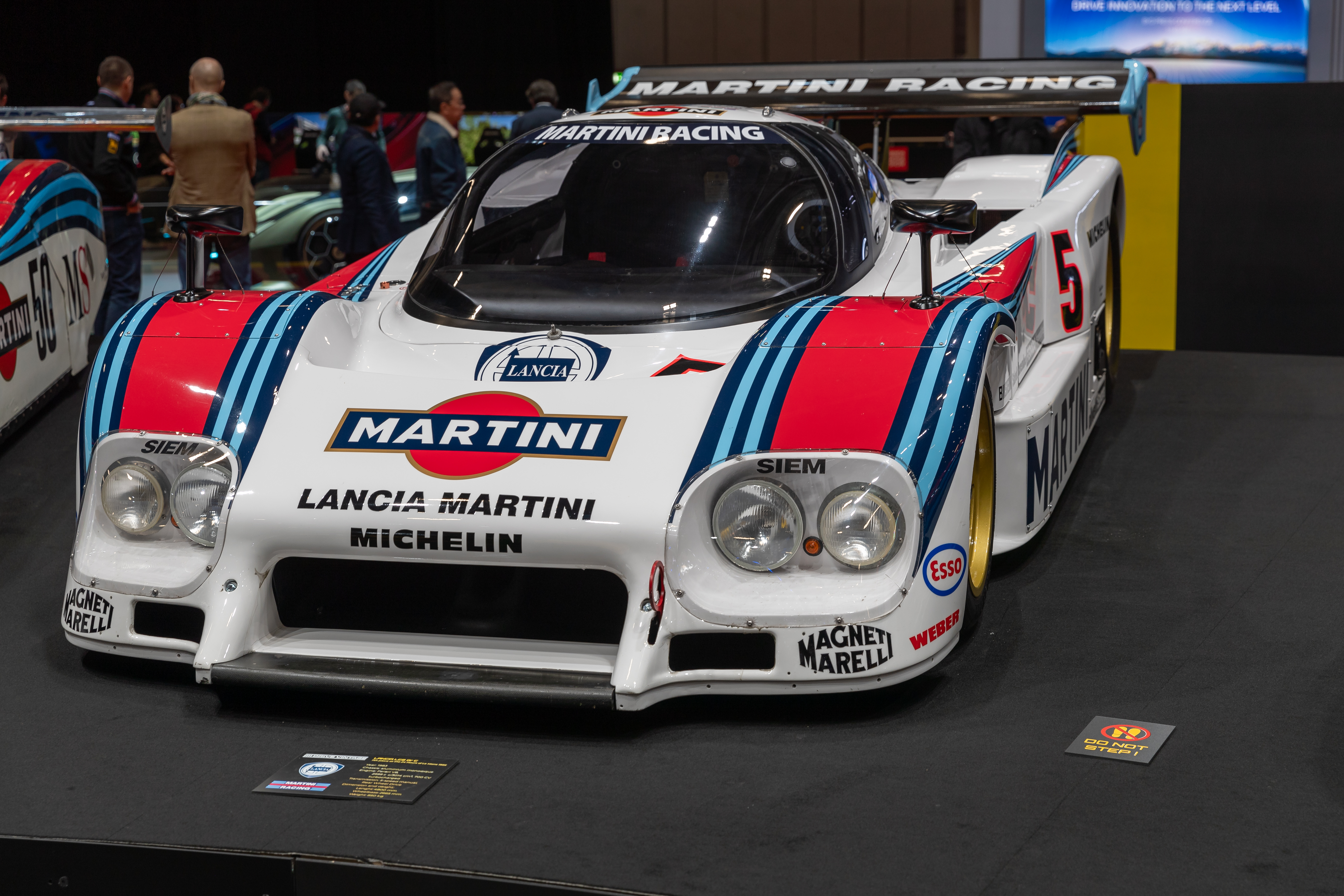
Lancia LC2

Dennoch versuchte es Lancia 1984 erneut, jetzt mit dem LC2/84, einer Evolutionsstufe. In Le Mans diesmal mit drei Wagen am Start, schafft der LC 2 von Bob Wollek und Alessandro Nannini immerhin Platz acht. Die beiden anderen fielen wieder früh aus. Der LC2 gewann 1984 das Rennen in Kyalami und erreichte auch am Ende dieser Saison erneut den zweiten Platz der Gesamtwertung hinter Porsche. 1985 kam dann der LC3 (bzw. auch LC2-85). Beide Werkswagen sahen in Le Mans die Zielflagge und Lancia beendete seine Werkseinsätze mit den Plätzen sechs und sieben.
Auch in der Saison 1985 gelang es dem Lancia LC2 nicht, Porsche in der Gesamtwertung zu schlagen. Auch diesmal erreichte Lancia nur den zweiten Platz mit 58 Punkten Rückstand.
Erstaunlicherweise tauchten in den Folgejahren immer wieder Lancia-LC-Varianten in Le Mans auf. Ein LC2/88, eingesetzt von Dollop Racing 1988 und ein Lancia LC2/SP 90, ein Spyder, 1990 für Mussato Action Cars. Beide sahen die Zielflagge nicht. Letztmals sah man einen LC2 1991 in Le Mans. Die Veneto Equipe setzte diesen inzwischen sieben Jahre alten Wagen ein. Sie kamen zwar ins Ziel, allerdings waren sie nur 111 Runden gefahren, und wurden daher nicht klassiert.